# Chalcedectus caelatus
Chalcedectus caelatus är en stekelart som först beskrevs av Grissell 1991.  Chalcedectus caelatus ingår i släktet Chalcedectus och familjen puppglanssteklar. Inga underarter finns listade i Catalogue of Life.